# Livro de Kells

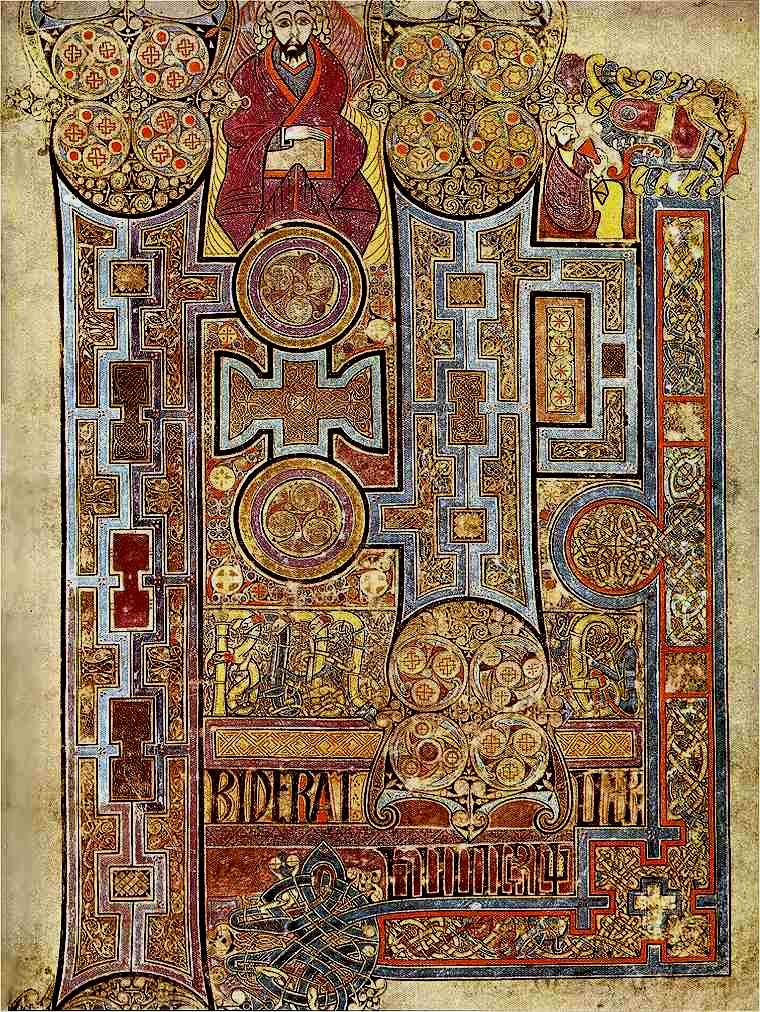
Esta página (fólio 292) contém o texto ricamente decorado de introdução ao Evangelho segundo João

O Livro de Kells (em inglês: Book of Kells; em irlandês: Leabhar Cheanannais), também conhecido como Grande Evangeliário de São Columba, é um manuscrito ilustrado com motivos ornamentais, feito por monges celtas por volta do ano 800 AD no estilo conhecido por arte insular.
Peça principal do cristianismo irlandês e da arte hiberno-saxônica, constitui, apesar de não concluído, um dos mais suntuosos manuscritos iluminados que restaram da Idade Média. Em razão da sua grande beleza e da excelente técnica do seu acabamento, este manuscrito é considerado por muitos especialistas como um dos mais importantes vestígios da arte religiosa medieval. Escrito em latim, o Livro de Kells contém os quatro Evangelhos do Novo Testamento, além de notas preliminares e explicativas, e numerosas ilustrações e iluminuras coloridas. O manuscrito encontra-se exposto permanentemente na biblioteca do Trinity College de Dublin, República da Irlanda, sob a referência MS A. I. (58).

## História
| “ | Enquanto a cultura urbana definhava, surgiam formas sociais e formatos artísticos alternativos. A literacia mudou os seus canais. […] Assim, no século VII, a dinâmica cultural europeia centrou-se numa ilha não afetada pela arte clássica. Agrupados em comunidade de monges, os cristãos da Irlanda enviaram missões para as Ilhas Britânicas e para o continente. Nos mosteiros recém-fundados, o trabalho de iluminação tornou-se um ato de culto. | ” |
| — Julian Bell, Espelho do Mundo ‒ Uma Nova História da Arte, Lisboa, Orfeu Negro, 2009, p. 98 (Texto adaptado) | |   |

### Origens

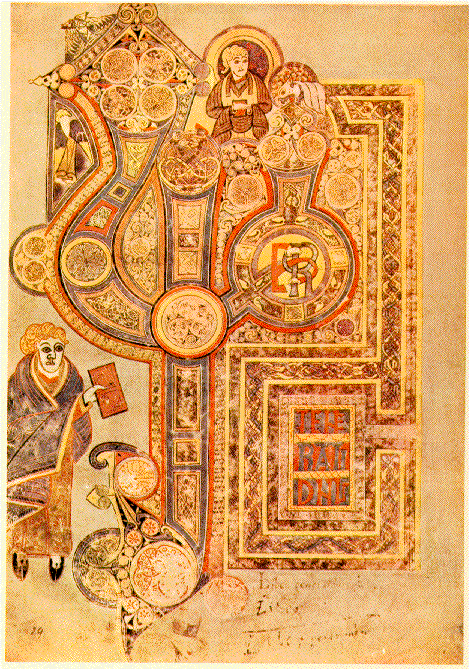
O fólio 29 contém o incipit do Evangelho segundo Mateus, chamado Liber generationis. Compare esta imagem com a página correspondente dos Evangelhos de Lindisfarne (ver aqui), em particular a forma do monograma Lib

O Livro de Kells é o mais ilustre representante de um grupo de manuscritos conhecido por estilo insular produzidos entre o final do século VI e o início do IX, nos monastérios da Irlanda, Escócia e do norte da Inglaterra. Estão entre eles o Cathach de São Columba, o Ambrosiana Orosius, um fragmento de evangelho na biblioteca da catedral de Durham (todos do início do século VII), e o Livro de Durrow (da segunda metade do século VII). No começo do século VIII foram produzidos os Evangelhos de Durham, os Evangelhos de Echternach, os Evangelhos de Lindisfarne e os Evangelhos de Lichfield. Entre outros, o Evangeliário de St. Gall pertence ao final do século VIII e do Livro de Armagh (datado de 807-809) ao início do século IX. Todos estes manuscritos apresentam semelhanças do ponto de vista do estilo artístico, da escrita e das tradições escritas, as quais têm possibilitado reagrupá-los na mesma família. O estilo plenamente conseguido das colorações coloca o Livro de Kells entre as obras mais tardias desta série, por volta do final do século VIII ou início do IX, ou seja, na mesma época do Livro de Armagh. A obra respeita a maioria das normas iconográficas e estilísticas presentes nestes escritos mais antigos: por exemplo, a forma das letras decoradas que iniciam cada um dos quatro Evangelhos é muito semelhante entre todos os manuscritos das Ilhas Britânicas compostos nesta época. Compare a página introdutória do Evangelho segundo Mateus nos Evangelhos de Lindisfarne com a do Livro de Kells. Ambas possuem intrincados desenhos decorativos no interior dos contornos das letras iniciais do texto.

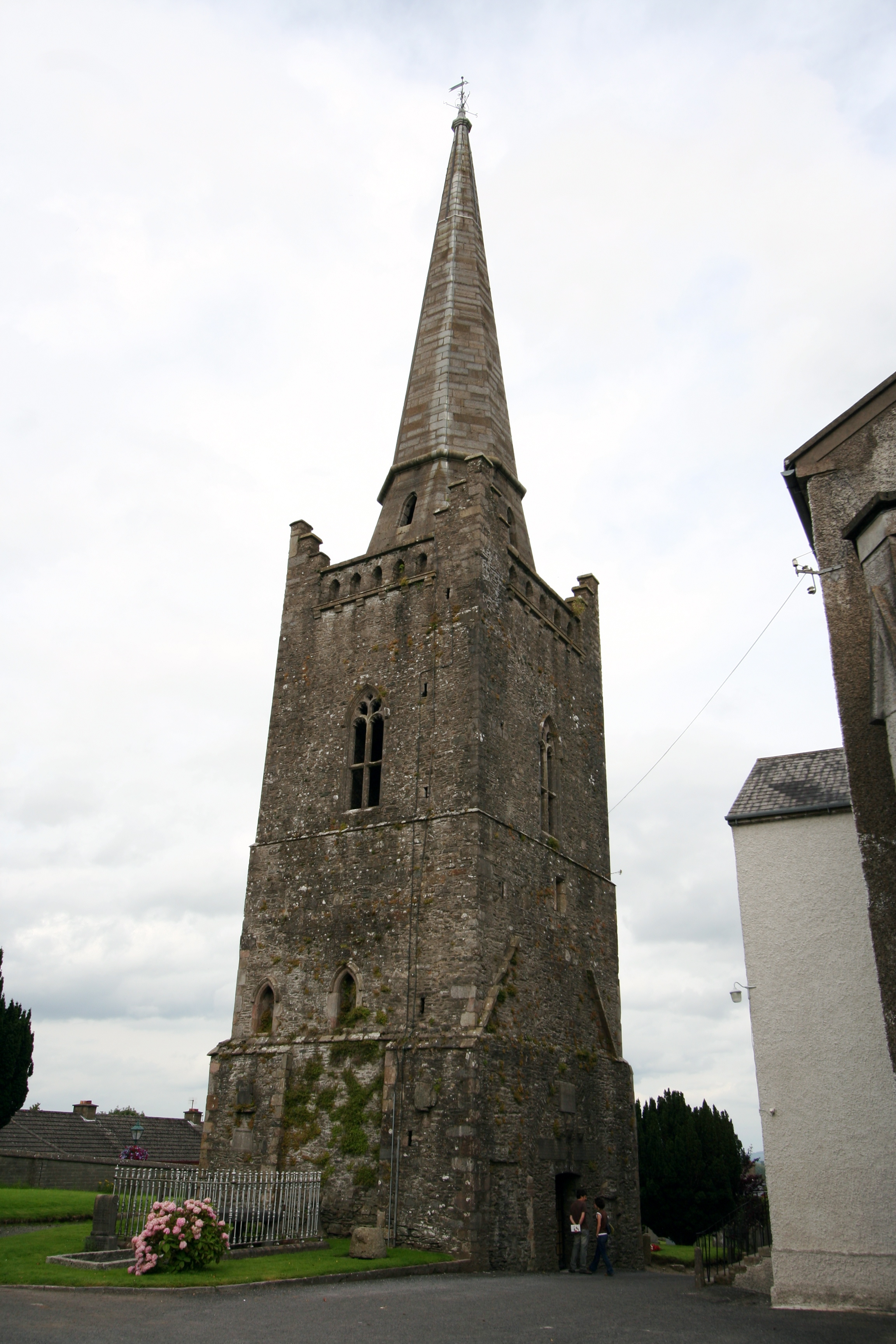
A abadia de Kells

O Livro de Kells deve seu nome à abadia de Kells, situada em Kells, no condado de Meath, Irlanda. A abadia, onde conservou-se o manuscrito por um grande período da Idade Média, foi fundada no início do século IX, na época das invasões viquingues, que começou em 794 e, eventualmente, dispersou os monges e as suas santas relíquias na Irlanda e na Escócia. Os monges eram originários do monastério de Iona, localizado numa das ilhas Hébridas situada em frente à costa oeste da Escócia. Iona possuía uma das comunidades monásticas mais importantes da região desde que São Columba, o grande evangelizador da Escócia, que a havia tornado seu principal centro de irradiação no século VI. Quando a multiplicação das incursões viquingues acabou tornando a ilha de Iona demasiado perigosa, a maioria dos monges partiram para Kells, que converteu-se assim no novo centro das comunidades fundadas por Columba.
A determinação exata do lugar e da data da produção do manuscrito tem sido fonte de inúmeros debates. Segundo a tradição, o livro data da época de São Columba (também conhecido por São Columcille), talvez escrito por ele mesmo em pessoa. Contudo, estudos paleográficos têm demonstrado que esta hipótese não é verdadeira, uma vez que o estilo caligráfico usado no Livro de Kells desenvolveu-se posteriormente à morte de Columba. Evidências mostram que o Livro de Kells foi escrito por volta do ano 800. Há uma outra tradição, com maior aceitação pelos estudiosos irlandeses, que sugere ele ter sido criado por ocasião do aniversário de 200 anos da morte do santo.

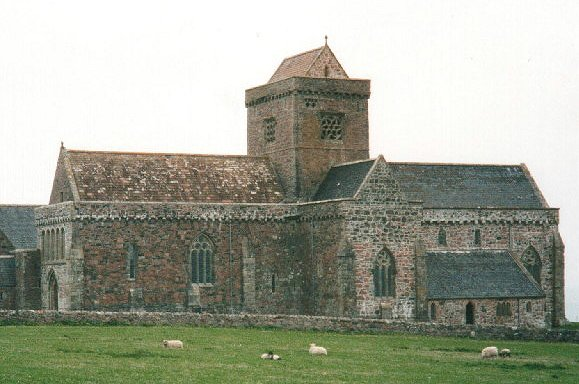
A abadia de Iona

O manuscrito nunca foi terminado. Produziram-se, pelo menos, cinco teorias diferentes sobre a origem geográfica do manuscrito. Na primeira, o livro poderia ter sido escrito em Iona e trazido às pressas para Kells, o que explicaria a razão dele nunca ter sido concluído. Na segunda, sua redação poderia ter-se iniciado em Iona antes de ser continuada em Kells, onde teria sido interrompida por algum motivo ignorado. Outros pesquisadores aventuram que o manuscrito poderia ter sido totalmente escrito na scriptoria de Kells. Uma quarta hipótese situa a criação original da obra no norte da Inglaterra, possivelmente em Lindisfarne, antes de ser levada até Iona e depois para Kells. O Livro de Kells, finalmente, poderia ter sido produzido em um monastério desconhecido na Escócia. Embora a questão da exata localização da produção do livro provavelmente nunca seja respondida de maneira conclusiva, a segunda teoria baseada na dupla origem de Kells e Iona é atualmente a mais amplamente aceita. Por outro lado, sem querer determinar qual a hipótese correta, o certo é que o Livro de Kells foi produzido por monges pertencentes a uma das comunidades de São Columba, que mantinham estreitas relações com o monastério de Iona.

### Período medieval
A abadia de Kells foi pilhada e saqueada pelos viquingues muitas vezes no século X, e como o livro sobreviveu lá não é conhecido. Seja qual for o lugar em que foi criado, os historiadores estão totalmente convencidos da presença do Livro de Kells na abadia de mesmo nome no mínimo a partir do século XII, ou ainda no início do XI. Uma passagem dos Anais de Ulster, sobre o ano de 1006, registra que o grande Evangelho de Columcille [i.e Columba], principal relíquia do mundo ocidental, foi subtraído sub-repticiamente em plena noite de uma sacristia da grande igreja de pedra de Cenannas [i.e Kells] devido ao seu precioso estojo. O manuscrito foi encontrado meses mais tarde sob um monte de terra, sem a sua capa decorada com ouro e pedras preciosas. Caso se concorde com esta muito provável hipótese, então o manuscrito em questão é mesmo o Livro de Kells, tratando-se então da primeira data em que se pode atribuir com bastante certeza a existência da obra em Kells. Geralmente assume-se que a "grande Evangelho de Columkille" é o Livro de Kells.
A retirada violenta da capa explicaria, ainda, a perda de algumas folhas do início e fim da obra.
No século XII, foram copiados certos documentos referentes às terras de propriedade da abadia de Kells sobre algumas folhas em branco do Livro de Kells, o que proporciona uma nova confirmação da presença da obra neste estabelecimento monástico. Devido à escassez de papel na Idade Média, a cópia de documentos no meio de obras tão importantes como o Livro de Kells era uma prática habitual.

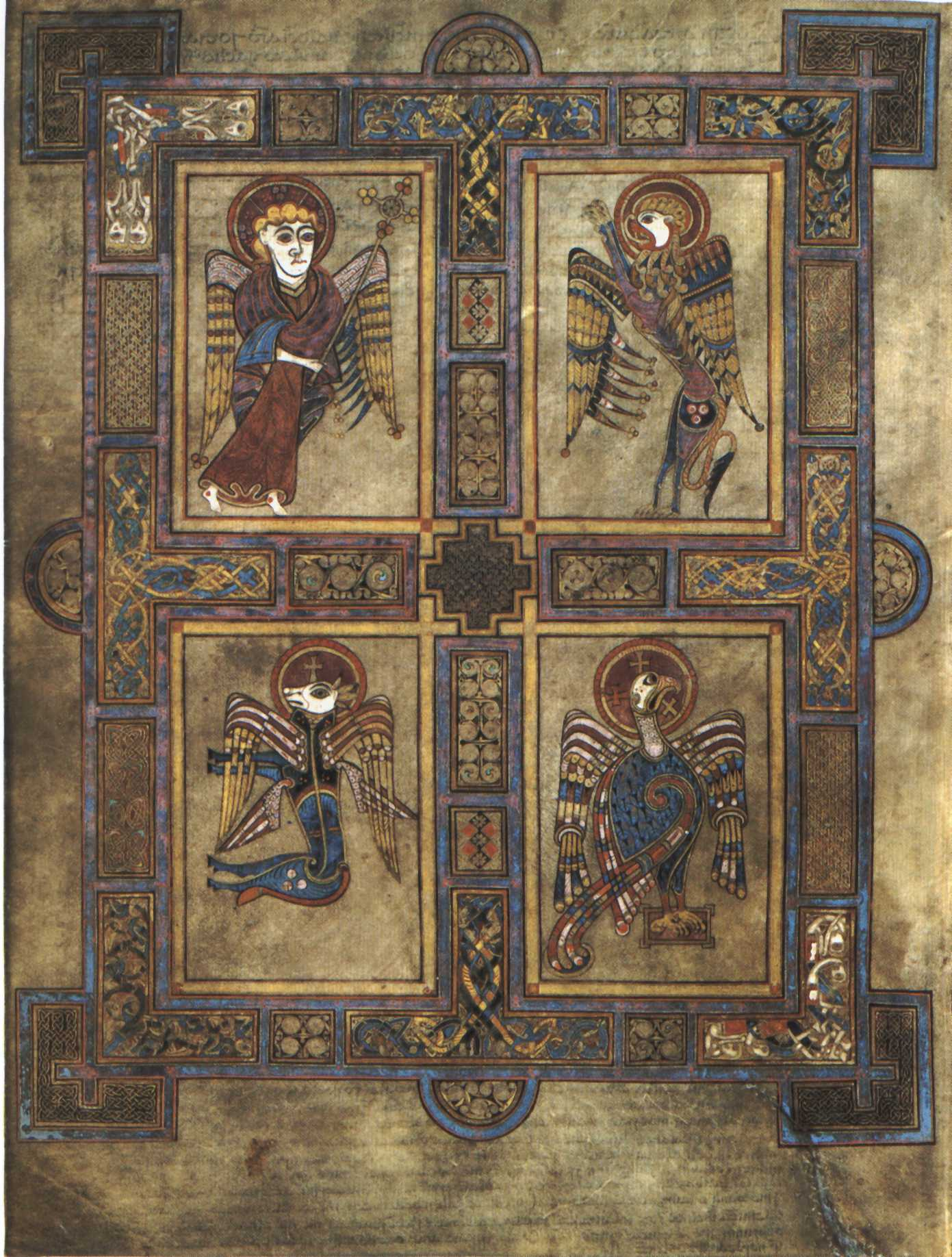
O fólio 27 contém os quatro símbolos evangélicos (no sentido horário a partir do alto à esquerda: homem, leão, águia e touro)

#### Livro de Kildare
Um escritor do século XII, Giraldus Cambrensis (Geraldo de Gales), descreve em uma famosa passagem de sua Topographia Hibernica um grande livro evangélico que havia admirado em Kildare, nas proximidades de Kells, e que supõe-se seria o Livro de Kells. A descrição, em todo caso, parece concordar:
Uma vez que Geraldo informa ter visto este livro em Kildare, podia ser que trata-se de outra obra igual em qualidade, mas atualmente perdida. Mais provavelmente, Geraldo poderia simplesmente ter confundido Kells e Kildare.
A Abadia de Kells foi fechada devido às reformas eclesiásticas do século XII. A igreja da abadia foi transformada em uma igreja paroquial, na qual o Livro de Kells permaneceu.

### Período moderno
O Livro de Kells permaneceu em Kells até 1654. Nesse ano, a cavalaria de Oliver Cromwell estabeleceu uma guarnição na igreja local, e o governador da aldeia enviou o manuscrito a Dublin para uma maior segurança. O livro foi apresentado aos universitários do Trinity College em 1661 por Henry Jones, que se converteria em bispo de Meath durante o reinado de Carlos II. Salvo em poucas ocasiões, como exposições temporárias, o Livro de Kells nunca mais deixou o Trinity College. Desde o século XIX é objeto de uma exposição permanente e aberta ao público na Velha Biblioteca (Old Library) da universidade.
No [século XVI, os números de capítulo dos Evangelhos, estabelecidos oficialmente no século XIII pelo Arcebispo da Cantuária, Stephen Langton, foram escritos às margens das páginas em números romanos. Em 1621, as folhas foram numeradas pelo bispo de Meath, James Ussher. Em 1849, a rainha Vitória e o príncipe Alberto foram convidados a assinar o livro: na realidade assinaram sobre uma folha colocada posteriormente à criação da obra, mas pensavam estar assinando sobre o original. Esta folha foi retirada quando o livro foi reencadernado em 1953.
O manuscrito sofreu várias reencadernações ao longo dos séculos. Em uma destas ocasiões, no século XVIII, as páginas foram recortadas sem o menor cuidado, ocasionando a perda de uma pequena parte das ilustrações. Em 1895 foi realizada uma nova encadernação, mas esta deteriorou-se rapidamente. No final da década de 1920, existiam muitas folhas soltas separadas do manuscrito. Finalmente, em 1953, a obra foi reencadernada em quatro volumes por Roger Powell, que se ocupou pessoalmente de alisar com todo o cuidado algumas páginas que haviam amassado.
No ano 2000, o volume que contém o Evangelho segundo Marcos foi enviado a Camberra, na Austrália, para uma exposição dedicada aos manuscritos iluminados. Foi a quarta vez que o Livro de Kells viajou para o estrangeiro a fim de ser exposto. Infelizmente, durante a viagem, o volume sofreu danos menores em sua pigmentação. Supõe-se que as vibrações produzidas pelos motores do avião podem ter sido a causa.

### Reproduções

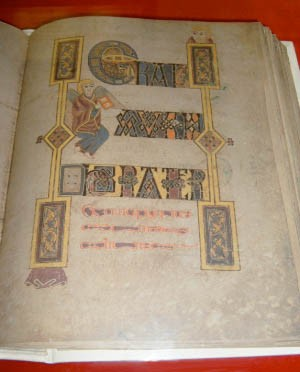
O fólio 183 do fac-símile de 1990 : Erat autem hora tercia (era a hora terceira)

Em 1951, uma editora suíça, a Urs Graf-Verlag Bern, produziu um fac-símile do Livro de Kells. A maioria das páginas foi reproduzida em fotografias em branco e preto. Havia, contudo, quarenta e oito páginas reproduzidas em cores, incluindo todas aquelas com decorações em toda a página.
Em 1974, Thames e Hudson, com autorização do Conselho do Trinity College Dublin, produziram uma edição fac-símile de todas as páginas totalmente ilustradas do manuscrito e uma seção representativa da ornamentação das páginas de texto. Foram também incluídos detalhes ampliados das ilustrações. Todas impressas em cores. As fotografias foram feitas por John Kennedy, Green Studio, Dublin.
Em 1979, as Éditions Facsimilé Lucerne, outra editora suíça, solicitaram autorização para produzir um fac-símile totalmente em cores. A permissão inicialmente foi negada pelos responsáveis do Trinity College, que temiam que o manuscrito sofresse danos durante a operação. Em 1986, depois de desenvolver um processo de um cuidadoso dispositivo de aspiração que permitia posicionar e fotografar as páginas sem ter que tocá-las, o editor obteve finalmente a permissão para produzir a edição fac-símile. Depois de fotografar cada página, era feita uma cópia para comparar atentamente as cores com as do original, para fazer os ajustes que fossem necessários. Em 1990 publicou-se o fac-símile em dois volumes: o fac-símile propriamente dito e um volume de comentários feitos por especialistas. A igreja de Kells (da Igreja da Irlanda), no local do antigo monastério, dispõe de um exemplar. Está também disponível de uma versão em CD-ROM  contendo todas as páginas escaneadas, assim como outras informações.

## Descrição
O Livro de Kells contém os quatro Evangelhos constitutivos do cristianismo, precedidos de prólogos, resumos e transições entre certas passagens. Está redigido em maiúsculas com um estilo tipográfico tipicamente insular, com tinta preta, vermelha, violeta ou amarela. O manuscrito consta atualmente de 340 folhas em pergaminho, chamadas fólios. A maioria destes fólios era na realidade parte de folhas maiores, os bifólios, que se dobravam em dois para formar dois fólios. Vários destes bifólios são agrupados e costurados, para obterem-se os cadernos. Pode acontecer de um fólio não fazer parte de um bifólio mas seja uma simples folha solta inserida em um caderno.
Estima-se que cerca de trinta fólios foram perdidos, uma vez que em 1621, James Ussher ao examinar a obra contou 344 páginas. As folhas existentes estão agrupadas em trinta e oito cadernos, cada um deles contém de quatro a doze folhas (de dois a seis bifólios); o mais comum é encontrar cadernos de dez folhas. Alguns fólios são folhas únicas. As páginas mais decoradas geralmente são encontradas em folhas soltas. Os fólios tinham linhas traçadas sobre eles, às vezes dos dois lados, para facilitar o trabalho de escrita dos textos pelos monges: os furos feitos com agulha e os traços podem ainda ser vistos em alguns lugares. O pergaminho é de boa qualidade, apesar de ser trabalhado de maneira desigual: algumas folhas têm uma espessura semelhante ao couro, enquanto que outras são muito finas, quase transparentes. O manuscrito tem 33 cm de comprimento por 25 cm de largura, sendo este um tamanho padrão, apesar de estas dimensões serem posteriores ao século XVIII, período em que as folhas tiveram uma pequena redução durante um processo de reencadernação. A área do texto cobre aproximadamente 25 cm de comprimento por 17 cm de largura, e cada página de texto contém entre dezesseis e dezoito linhas. Contudo, o livro parece estar inacabado, na medida em que algumas ilustrações parecem simples esboços.

### Conteúdo
No seu estado actual, o Livro de Kells apresenta, depois de alguns textos introdutórios, o texto integral dos Evangelhos segundo Mateus, segundo Marcos e segundo Lucas. Em relação ao Evangelho segundo João, está reproduzido até o versículo 17:13. O restante deste Evangelho, assim como uma parte dos escritos preliminares, são impossíveis de encontrar. Provavelmente perderam-se devido ao roubo do manuscrito no século IX. O que resta dos escritos preliminares faz parte dos fragmentos de listas de nomes hebreus contidos nos Evangelhos, os Breves causae e os Argumenta dos quatro Evangelhos e finalmente as tábuas canónicas de Eusébio de Cesareia. É bastante provável, como no caso dos Evangelhos de Lindisfarne ou do Livro de Durrow, que uma parte dos textos perdidos inclua a carta de São Jerónimo ao Papa Dâmaso I, designada Novum opus (obra nova), na qual Jerónimo justificava a tradução da Bíblia em latim. Pode supor-se também, embora com algumas reservas, que os textos continham a carta de Eusébio, chamada Plures fuisse, onde o teólogo ensina o uso correcto das tábuas canónicas. De todos os evangelhos insulares, apenas o de Lindisfarne contém esta carta.
Existem dois fragmentos de listas contendo nomes hebreus: um deles está no anverso do primeiro fólio e o outro, no vigésimo sexto, está no final dos textos introdutórios do Evangelho segundo João. O primeiro fragmento contém o final da lista destinada ao Evangelho segundo Mateus, tendo em conta que o início da lista devia ocupar outras duas folhas, que hoje estão desaparecidas. O segundo fragmento mostra a quarta parte da lista para o Evangelho segundo Lucas; certamente as três quartas partes restantes deviam ocupar outras três folhas. A estrutura do caderno em questão torna altamente improvável a ideia de poderem estar faltando três folhas entre os fólios 26 e 27, o que induz a pensar que o segundo fragmento não está no seu local original. Não existem vestígios das listas dos Evangelhos de Marcos e João.

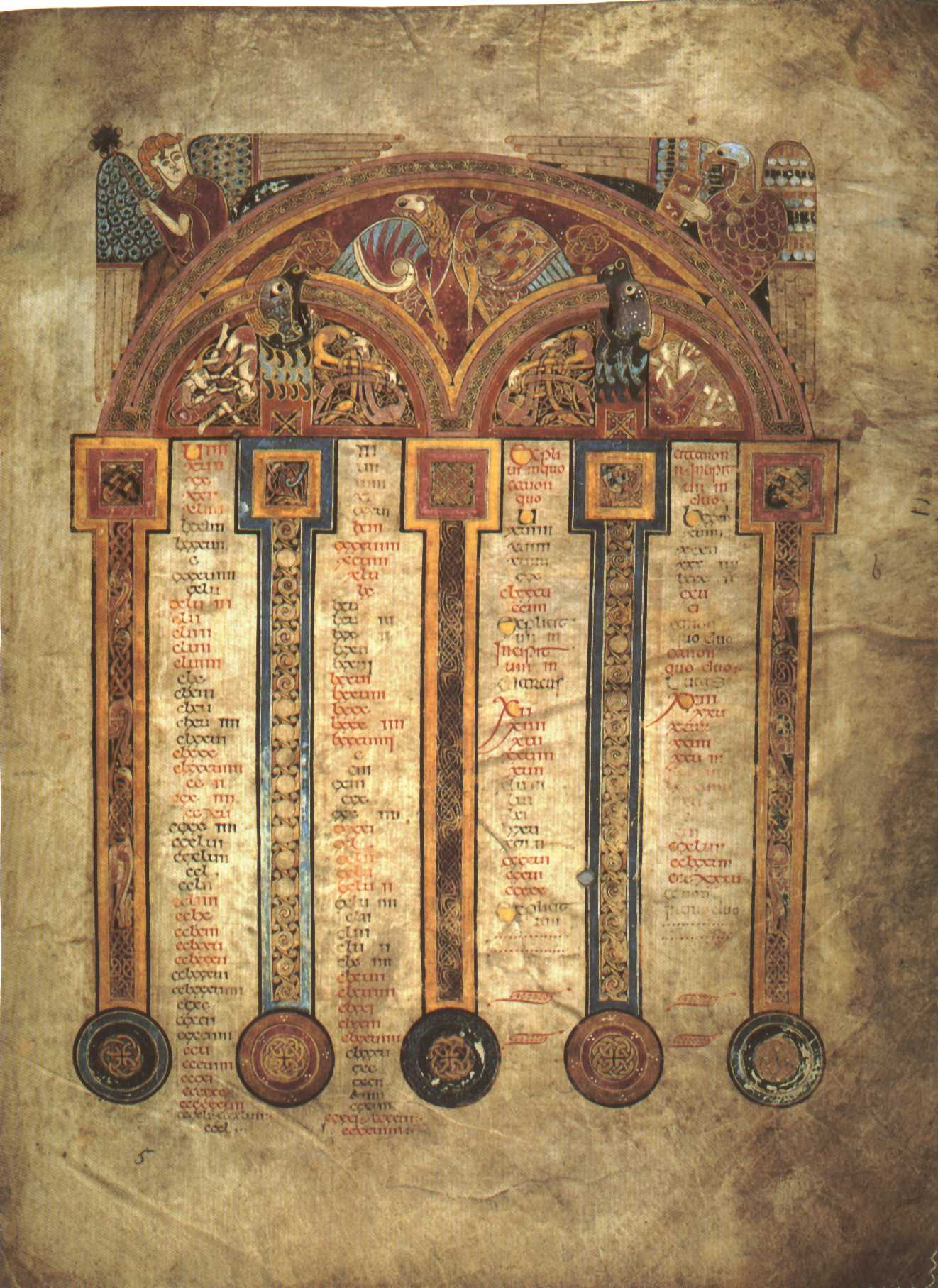
O 5 °Fólio é uma das páginas dedicadas às tábuas canónicas de Eusébio de Cesareia

Ao primeiro fragmento de lista seguem-se as tábuas canónicas de Eusébio de Cesareia. Estas tábuas, anteriores à tradução da Bíblia em língua latina (a Vulgata), foram criadas para comparar os quatro Evangelhos. Eusébio procedeu à divisão dos Evangelhos em capítulos e criou as tábuas que deviam permitir ao leitor situar um dado episódio da vida de Cristo em cada um dos quatro textos. Tornou-se hábito a inclusão das tábuas canónicas nos textos preliminares da maioria das cópias medievais da Vulgata. As tábuas do Livro de Kells revelaram-se inúteis visto que o amanuense as condensou de tal forma que se tornaram um amontoado confuso. Além disso, os números dos capítulos nunca foram colocados nas margens do texto, tornando assim impossível de se encontrar as respectivas secções às quais as tábuas fazem referência. As razões deste esquecimento permanecem obscuras, permitindo-nos colocar duas hipóteses: ou os monges podem ter decidido não numerar os capítulos até que as ilustrações estivessem terminadas, acabando isso por ser adiado sine die, ou a omissão da numeração poderá ter sido deliberada com o intuito da não alterar a beleza da obra.

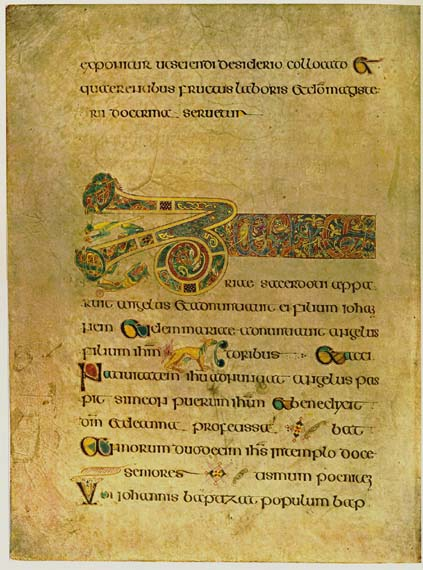
O fólio 19 contém o início das Breves causae do Evangelho segundo Lucas

As Breves causae e os Argumenta pertencem a uma tradição manuscrita anterior à Vulgata. As Breves causae são, de facto, resumos de antigas traduções em latim dos Evangelhos e estão divididas em capítulos numerados. Esta numeração, como no caso das tábuas canónicas, não foi feita no corpo do manuscrito. Trata-se desta vez duma decisão bastante compreensível, na medida em que os números dos capítulos correspondentes a velhas traduções foram difíceis de harmonizar com os textos da Vulgata. No caso dos Argumenta, trata-se de coleções de lendas dedicadas aos quatro evangelistas. O conjunto destes escritos está ordenado duma forma estranha: em primeiro lugar, encontram-se as Breves causae e os Argumenta sobre Mateus, seguidos dos de Marcos. Chegam então, de maneira bastante inesperada, os Argumenta de Lucas e João, após a continuação das Breves causae destes dois apóstolos. Esta ordem, pouco usual, é a mesma da adoptada no Livro de Durrow. Em outros manuscritos insulares, como nos Evangelhos de Lindisfarne, o Livro de Armagh ou os Evangelhos de Echternach, cada Evangelho é tratado separadamente e é precedido por todos os escritos introdutórios. Esta repetição fiel do esquema do Livro de Durrow levou o pesquisador T. K. Abbot a concluir que o amanuense de Kells devia ter nas suas mãos o manuscrito em questão, ou pelo menos um esquema comum.

### Texto e escrita
O Livro de Kells contém o texto dos quatro Evangelhos em latim segundo a Vulgata, sem ser uma cópia exata desta última: são encontradas numerosas variantes com relação à Vulgata, principalmente quando são utilizadas traduções latinas mais antigas ao invés do texto de São Jerônimo. Estas variantes são encontradas sistematicamente em todos os manuscritos medievais da Grã-Bretanha e apresentam diferenças de uma obra para a outra. Sem dúvida, os monges, pela falta de disporem de um exemplar preexistente, deviam trabalhar de memória.

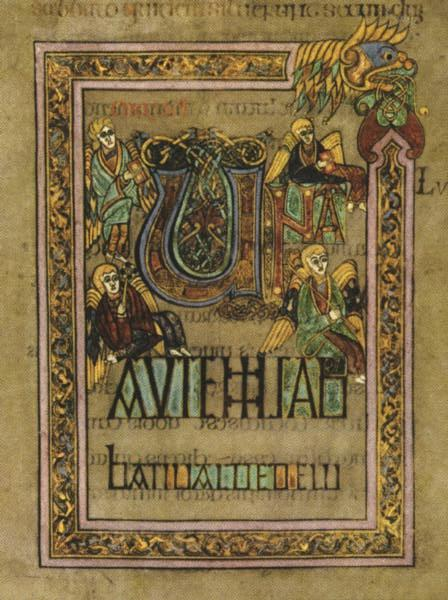
O fólio 285º, chamado Una autem sabbati valde, foi redigido por um amanuense chamado Mão A

O manuscrito está escrito em letras maiúsculas, exceto algumas minúsculas, maioritariamente as c ou as s. A universitária estado-unidense Françoise Henry identificou no mínimo três amanuenses que contribuíram com a obra e os chamou Mão A, Mão B e Mão C.
- A Mão A criou principalmente os fólios de 1 a 19 e do 276 ao 289, antes de retomar seu trabalho do fólio 307 até o fim do manuscrito. O amanuense Mão A utiliza com freqüência uma tinta de cor marrom muito comum na Europa e escreve entre dezoito e dezenove linhas por página.
- A Mão B é reconhecida desde o fólio 19 até o 26 e do 124 até o 128; tem mais tendência a utilizar letras minúsculas, prefere uma tinta vermelha, violeta ou preta e escreve um número mais variável de linhas em cada página.
- À Mão C, finalmente, é atribuído o restante do manuscrito, tendo ela contribuído para a obra de uma maneira bastante dispersa: tem tendência a usar mais minúsculas que Mão A; utiliza a mesma tinta marrom e escreve quase sempre dezessete linhas por página.

#### Erros
Existem várias diferenças entre o texto do Livro de Kells e o Evangelho normalmente aceito, por exemplo:
- Na genealogia de Jesus, que começa em Lucas 3:23, Kells nomeia erroneamente um antepassado adicional.
- Em Mateus 10:34, deveria ter sido colocado non veni pacem mittere, sed gladium (não vim trazer paz, mas espada). Ao invés de gladium que significa espada, no manuscrito de Kells foi escrito gaudium que significa alegria; sendo assim, a tradução fica não vim trazer paz, mas alegria. Provavel distração do amanuense.

### Decoração
O manuscrito contém páginas totalmente repletas de motivos ornamentais de uma complexidade extraordinária, assim como pequenas ilustrações que acompanham as páginas de texto. O Livro de Kells utiliza uma rica variação de cores, com violeta, vermelho, rosa, verde ou amarelo, entre as mais usadas. A título comparativo, nas ilustrações do Livro de Durrow foram empregadas apenas quatro cores. De forma totalmente surpreendente e apesar da importância que os monges quiseram dar à obra, não fizeram uso de folhas de ouro ou de prata para adornar o manuscrito. Os pigmentos necessários para as ilustrações foram importados de todos os cantos da Europa e foram objeto de aprofundados estudos: o preto obteve-se das velas, o vermelho vivo do realgar, o amarelo do ouro-pigmento (ou orpiment, um sulfeto de arsênio amarelo) e o verde esmeralda do pó de malaquita. O caríssimo lápis-lazúli, de cor azul, veio da região do Afeganistão.
As iluminuras são mais ricas e numerosas que em qualquer outro manuscrito bíblico da Grã-Bretanha. Há dez páginas repletas de iluminuras que sobreviveram à prova do tempo, além dos retratos de evangelistas, três representações dos quatro símbolos dos evangelistas, uma página cujos motivos recordam uma tapeçaria artística, uma figura de Maria e o Menino Jesus, outra figura de Cristo no trono e finalmente duas últimas imagens consagradas à prisão e à tentação de Cristo. Existem ainda outras treze páginas cheias de iluminuras acompanhadas de um curto texto: em particular, é o caso do início de cada Evangelho. Oito das dez páginas dedicadas às tábuas canônicas de Eusébio de Cesareia estão também ricamente ilustradas. Além de todas estas páginas, contabiliza-se no conjunto da obra um grande número de decorações menores ou de iniciais iluminadas.
O manuscrito, em seu estado atual, começa com um fragmento da lista de nomes hebreus, que ocupa a primeira coluna do anverso do fólio 1. A outra coluna deste fólio está ocupada por uma iluminura dos quatro símbolos dos evangelistas, hoje levemente apagada. A iluminura está orientada de tal maneira que o livro deve ser girado 90 graus para que ela possa ser examinada. O tema dos quatro símbolos dos evangelistas está presente do início ao fim da obra: quase sempre são representados juntos, com o objetivo de destacar e afirmar a unidade da mensagem dos quatro evangelhos.

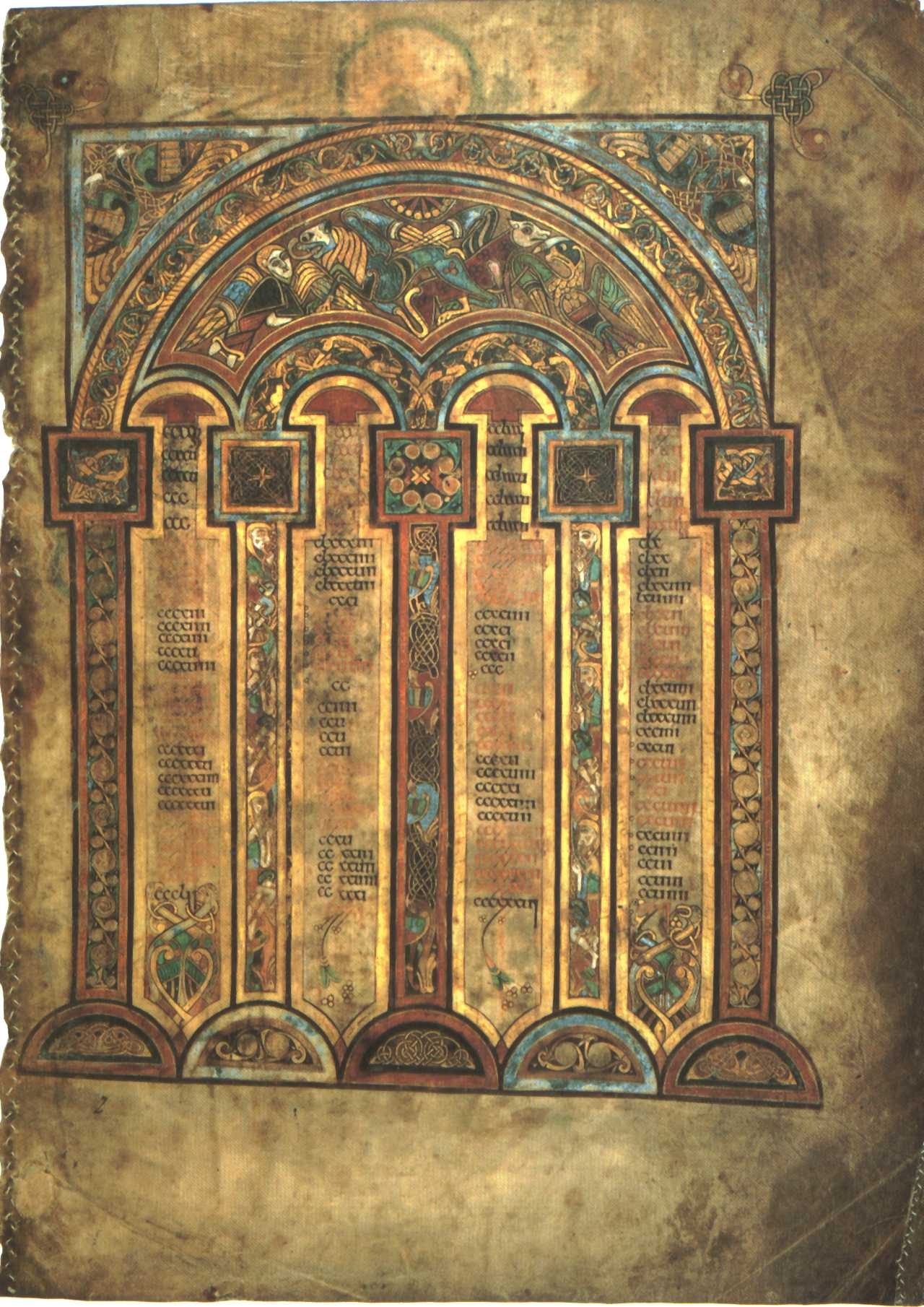
O fólio 2º contém uma das tábuas canônicas de Eusébio de Cesareia

A unidade dos Evangelhos fica ainda mais realçada pela decoração das tábuas canônicas de Eusébio de Cesareia. Estas tábuas foram criadas para estabelecer a unidade dos quatro textos, permitindo ao leitor identificar as passagens equivalentes em cada Evangelho e normalmente ocupam doze páginas. Os amanuenses do Livro de Kells já reservaram doze páginas com esta finalidade (fólios 1 a 7) mas, por motivos desconhecidos, acabaram por condensar as tábuas em dez páginas somente, deixando assim duas páginas em branco (os fólios 6 e 7). Este reajuste deixou as tábuas confusas e inutilizáveis. A decoração das oito primeiras páginas das tábuas canônicas parece fortemente influenciada por manuscritos mais antigos da região mediterrânea, onde o costume era inserir as tábuas no desenho de um arco. Os monges que trabalharam no Livro de Kells empregaram este estilo, mas adicionando a sua própria idiossincrasia: os arcos não estão tratados como elementos arquitetônicos mas como motivos geométricos, decorados com motivos ornamentais tipicamente insulares. Os quatro símbolos dos evangelistas ocupam o espaço existente acima e abaixo dos arcos. As duas últimas páginas representam as tábuas em uma grade, o que é mais conforme a tradição dos manuscritos insulares, como no Livro de Durrow.

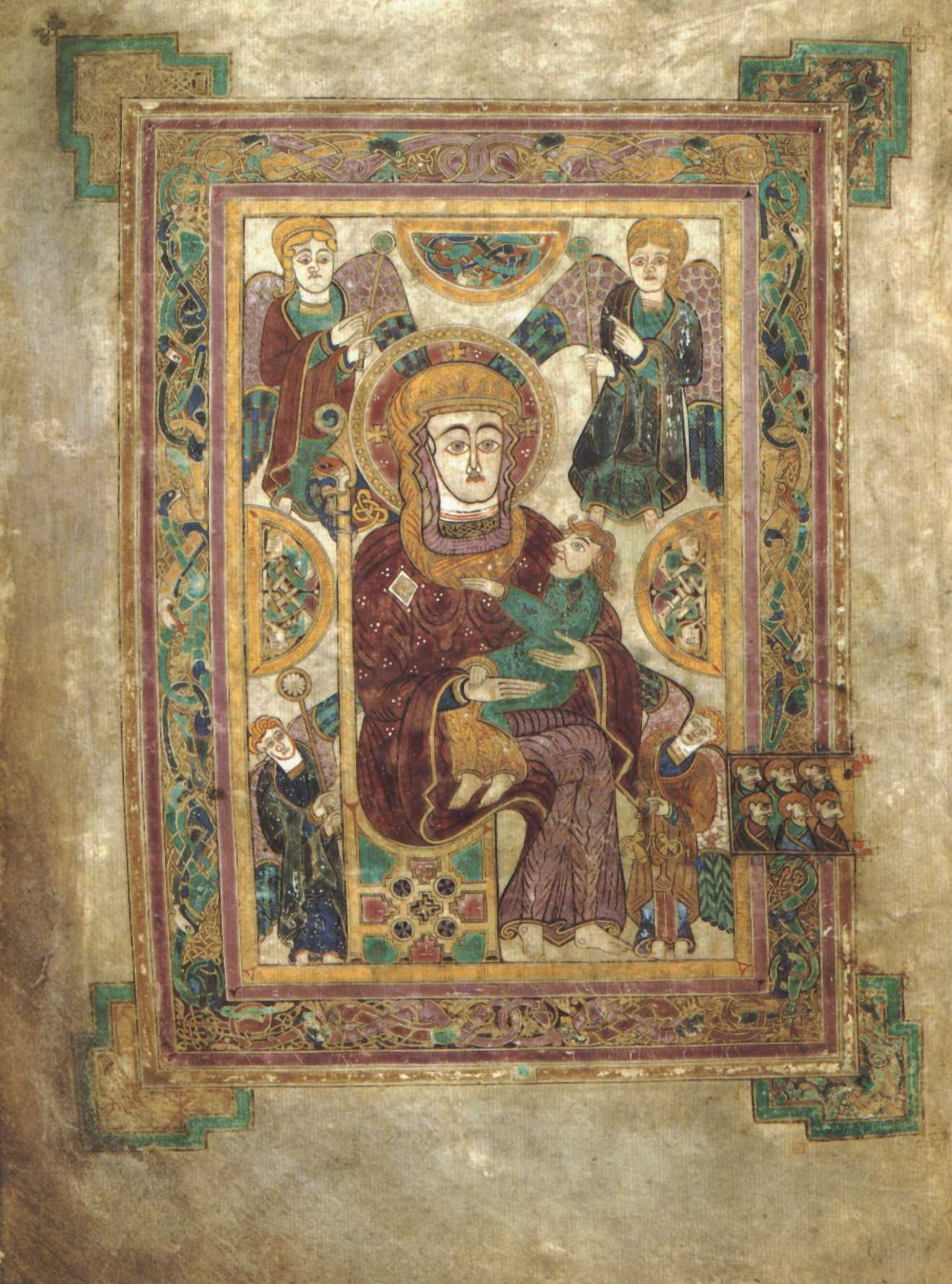
O fólio 7 está ilustrado com uma imagem de Maria e o Menino Jesus. Trata-se da mais antiga representação existente da Virgem Maria em um manuscrito ocidental

O restante do livro, tirando as tábuas canônicas, divide-se em seções, estando cada início de seção indicado por iluminuras e páginas cheias de texto decorado. Em especial, cada um dos Evangelhos é introduzido com iluminuras meticulosamente preparadas. Os textos preliminares são tratados como sendo uma seção, recebendo então uma decoração suntuosa. Além dos Evangelhos e dos textos preliminares, o segundo início do Evangelho segundo Mateus tem direito à sua própria decoração introdutória.
Os textos preliminares são introduzidos por uma imagem em ícone de Maria e o Menino Jesus (fólio 7º). Esta iluminura é a representação mais antiga da Virgem dentre todos os manuscritos do mundo ocidental. Maria aparece em uma rara mescla entre uma pose de frente e de três quartos. O estilo iconográfico da iluminura poderia originar-se de um modelo ortodoxo ou copta.
A iluminura de Maria e o Menino Jesus está na primeira página de texto e é adequada para introduzir as Breves causae de Mateus, que começa por um Nativitas Christi in Bethlem (o nascimento de Cristo em Belém). A primeira página das Breves causae (fólio 8º) está decorada e rodeada de uma elegante moldura. A combinação entre a iluminura posicionada à esquerda e o texto à direita constitui, deste modo, uma introdução muito viva e colorida dos textos preliminares. As primeiras linhas das outras seções dos textos preliminares foram igualmente objeto de cuidados particulares, mas sem alcançarem o mesmo nível que o início das Breves causae de Mateus.

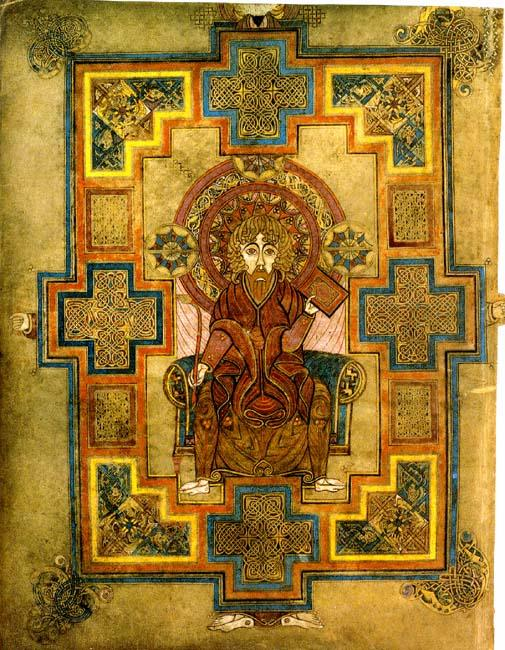
O fólio 291º contém um retrato de João Evangelista

O Livro de Kells foi criado para que cada Evangelho dispusesse de decorações introdutórias altamente elaboradas. Originalmente, cada um dos quatro textos era precedido de uma iluminura de página inteira que continha os quatro símbolos dos evangelistas, seguida de uma página em branco. Depois seguia-se, antes das primeiras linhas ricamente decoradas do texto, o retrato do evangelista correspondente. O Evangelho segundo Mateus conservou o retrato de seu evangelista (fólio 28º) e sua página de símbolos evangélicos (veja mais acima o fólio 27º). No Evangelho segundo Marcos falta o retrato do evangelista, mas sua página de símbolos permaneceu até os nossos dias (fólio 129º). Infelizmente, no Evangelho segundo Lucas não conseguiu-se preservar nenhum dos dois. Finalmente, no Evangelho segundo João, assim como no de Mateus, conservou-se o retrato de João (veja aqui ao lado o fólio 291º) e sua página de símbolos (fólio 290º). Provavelmente, as páginas que faltaram existiram, mas foram perdidas. Em qualquer caso, o uso sistemático de todos os símbolos dos evangelistas no início de cada Evangelho é tremendamente surpreendente, demonstrando o forte empenho em querer manter a unidade da mensagem evangélica.

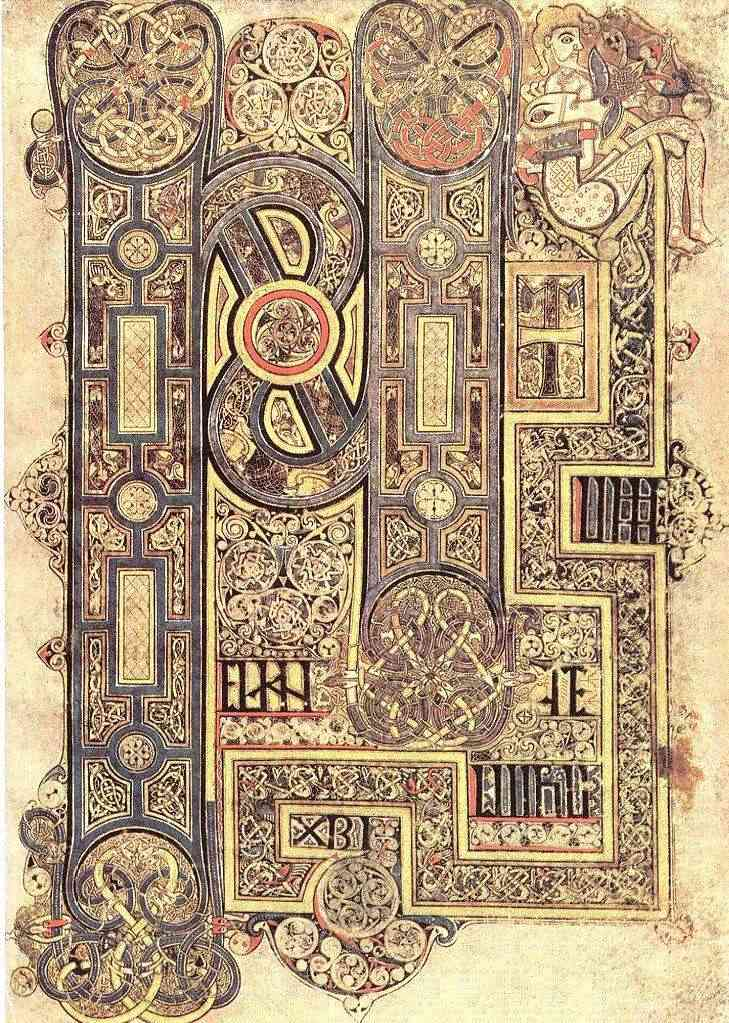
O fólio 30º contém o incipit do Evangelho segundo Marcos

A decoração das primeiras palavras de cada Evangelho é primorosamente trabalhada. As páginas correspondentes, de fato, parecem tapetes decorados: as ilustrações são tão elaboradas que o texto torna-se ilegível. A página de início do Evangelho segundo Mateus (veja acima o fólio 29º), é um exemplo: só tem duas palavras, Liber generationis (o livro da geração). O lib de Liber transformou-se em um monograma gigante que domina toda a página. O er de Liber está representado por um entrelaçado de ornamentos com o b do monograma lib. A palavra Generationis estende-se por três linhas diferentes inserindo-se em uma moldura sofisticada à direita inferior da página. Todo o conjunto está agrupado por um elegante ribete. Este ribete e as mesmas letras estão ainda decoradas com espirais e arabescos, muitos deles zoomorfos. As primeiras palavras do Evangelho de Marcos, Initium evangelii (Início do Evangelho, veja ao lado) e do de João, In principio erat verbum (No princípio era o Verbo), foram objeto de tratamentos semelhantes. Estas ornamentações, ainda que particularmente mais trabalhadas no Livro de Kells, são encontradas em todos os evangeliários das ilhas britânicas.
O Evangelho segundo Mateus, como manda a norma, começa com uma genealogia de Jesus: o relato propriamente dito da vida de Cristo não se inicia até o versículo 1:18, que é considerado, por este motivo, como o segundo início deste Evangelho. O Livro de Kells trata este segundo início com uma ênfase digna de um texto separado. Esta parte do Evangelho de Mateus começa pela palavra Cristo, que os manuscritos medievais tinham por costume abreviar com as duas letras gregas Qui e Ró.

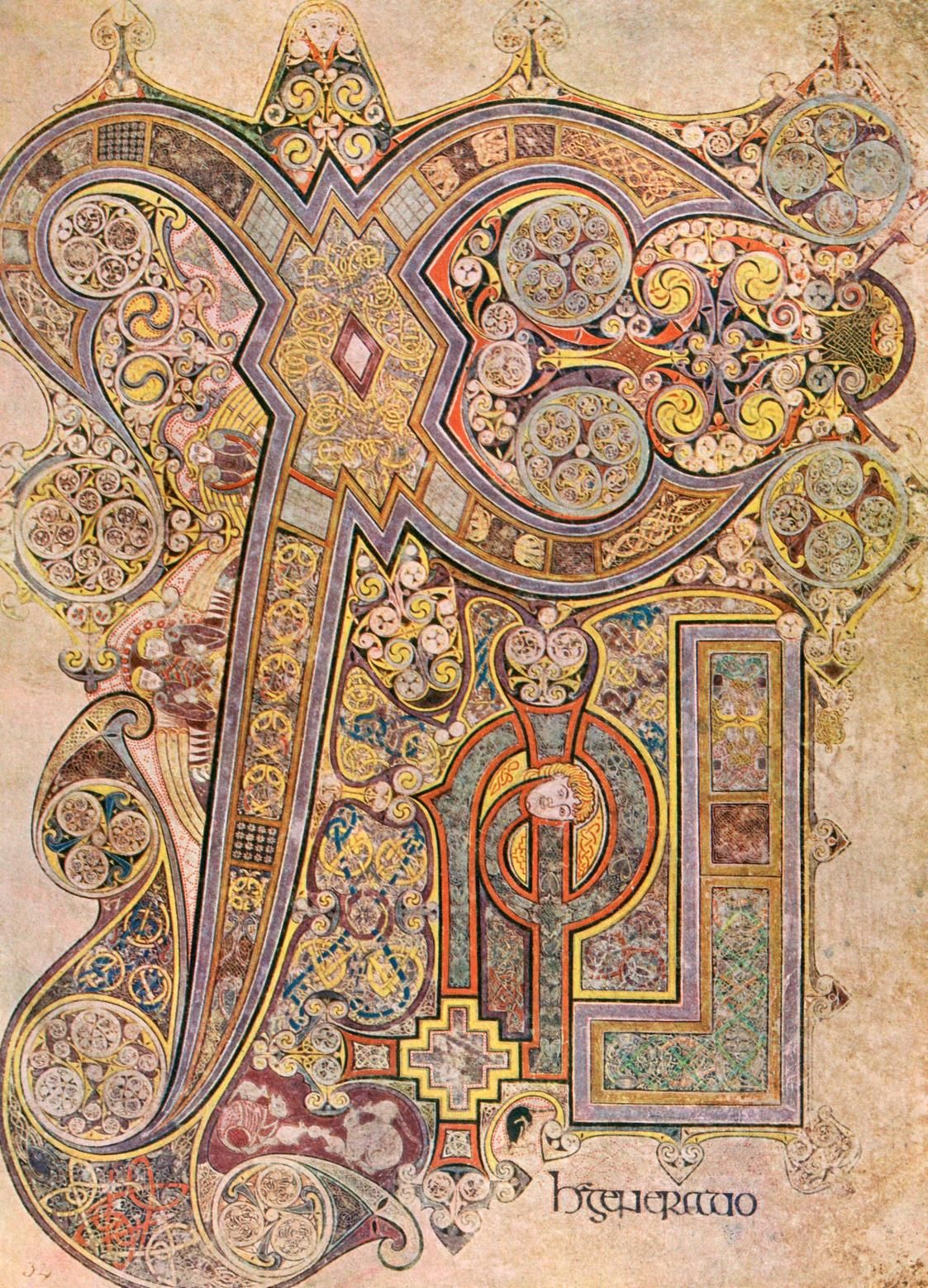
No fólio 34 aparece o célebre monograma da Encarnação, composto das letras Qui (Χ) e Ró (Ρ), que são as duas primeiras letras da palavra Cristo em grego (ΧΡΙΣΤΟΣ)

Este monograma Qui Ró, mais conhecido como monograma da Encarnação, foi objeto de um cuidado especial no Livro de Kells, até invadir o fólio 34º em sua totalidade. A letra Qui domina a página, com um de seus braços estendendo-se por uma grande superfície da folha. A letra Ró está enroscada sob as formas de Qui. Ambas as letras estão divididas em compartimentos luxuosamente decorados com arabescos e outros motivos. No fundo do desenho dezenas de ilustrações entrelaçam-se umas nas outras. Entre esta massa de ornamentos ocultam-se toda classe de animais, inclusive insetos. Finalmente, de um dos braços de Qui surgem três anjos. Esta iluminura, no zênite de uma tradição iniciada com o Livro de Durrow, mostra-se como a mais formidável e mais cuidada dos monogramas da Encarnação dentre todos os manuscritos bíblicos das ilhas britânicas. Segundo Claude Médiavilla, especialista em caligrafia, o monograma da Encarnação seria provavelmente a peça de iluminura mais complexa alguma vez produzida […] Exigiu muitas semanas, talvez meses, de um trabalho árduo para o corpo e a visão.
O livro de Kells contém outras duas iluminuras de página inteira, que ilustram episódios da Paixão de Cristo. A primeira (fólio 114º) está dedicada à sua prisão: Jesus, imobilizado por dois personagens claramente menores que ele, está representado sob um arco estilizado. A segunda iluminura (fólio 202º) está consagrada à Tentação de Cristo: Jesus, de quem não se vê mais da cintura para cima, está no topo do Templo, com uma multidão à sua direita, que provavelmente representa seus discípulos. À sua esquerda e abaixo dele está a figura tenebrosa de Satanás, enquanto que dois anjos voam no céu.

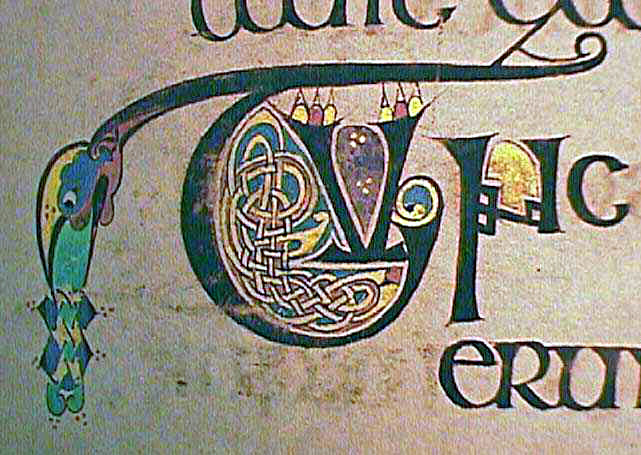
Quase todos os fólios do Livro de Kells têm ao menos pequenas iliminuras como esta inicial decorada

A decoração da obra não se limita às passagens principais. Todas as páginas, com exceção de duas delas, contêm um mínimo de ornamentos. Algumas delas trazem iniciais decoradas, com pequenos personagens humanos ou zoomorfos. É a arte dos entrelaçamentos, de figuras de animais e de labirintos microscópicos inspirados, entre outros, na tradição celta. O texto das Beatitudes no Evangelho de Mateus, por exemplo, (fólio 40º) é acompanhado por todo o comprimento da margem de uma grande iluminura, na qual as letras B que iniciam cada linha entrelaçam-se como uma corrente. Da mesma maneira, a genealogia de Cristo no Evangelho de Lucas (fólio 200º) aproveita a repetição da palavra qui no início de cada linha para desenhar uma corrente. À direita das páginas são representados pequenos animais para preencher os vazios ocasionados pelas linhas que desviam-se de sua trajetória, ou simplesmente para ocupar o espaço à direita das linhas. Não existe um motivo idêntico a outro e nenhum manuscrito anterior pode rivalizar com tal profusão de ornamentos.

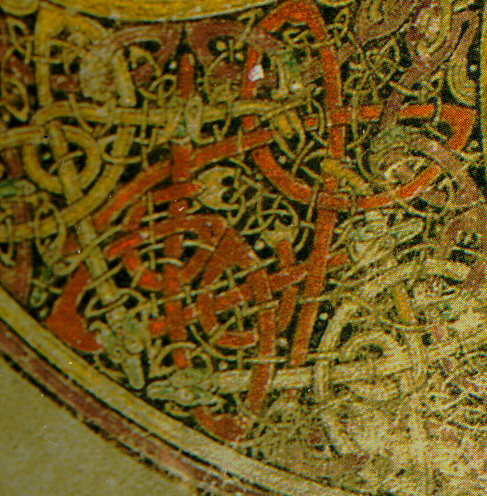
Os ornamentos do Livro de Kells podem chegar a alcançar uma complexidade assombrosa, como mostra este detalhe do monograma da Encarnação (fólio 34º)

Todas as ilustrações são de grande qualidade e sua complexidade segue sendo objeto de fascinação. O exame de uma delas, que não ocupa mais que uns 2,5 cm², permitiu contabilizar não menos de 158 entrelaçamentos de faixas brancas orladas de preto de cada lado. A sutileza de algumas filigranas não pode ser apreciada sem a ajuda de lentes de aumento e isto levando-se em conta que não se podia dispor de lentes de amplificação necessária até vários séculos depois da realização da obra. Estas complicadas operações de arabescos foram realizadas do mesmo modo na mesma época sobre metais ou pedras. Desde sua gradual redescoberta a partir do século XIX, esses desenhos têm tido também uma permanente popularidade: muitos destes motivos são usados na atualidade, por exemplo, em joias ou em tatuagens.

## Uso
Originalmente, o Livro de Kells, tinha uma intenção sacramental e não educativa. Um evangeliário tão grande e luxuoso devia ser deixado em cima do altar da igreja e usado apenas para ler passagens dos Evangelhos na missa. Ainda que seja provável que o sacerdote oficiante não leria realmente o manuscrito, mas que recitaria de memória. A este respeito, é interessante recordar que o roubo da obra no século XI, segundo os Anais de Ulster, aconteceu na sacristia, lugar onde as taças e os outros acessórios litúrgicos estavam guardados, antes mesmo de irem para a biblioteca da abadia. A elaboração do livro parece ter integrado esta dimensão, fazendo do manuscrito um objeto muito belo, porém muito pouco prático. Há numerosos erros no texto que não foram corrigidos e outros indícios dão testemunho do frágil compromisso com a exatidão do conteúdo: linhas demasiadas grandes freqüentemente eram completadas nos espaços livres da linha de cima ou de baixo e os números de capítulo, necessários para poder usar as tábuas canônicas, não foram colocados nas margens das páginas. Em geral, nada foi feito que pudesse perturbar a beleza formal das páginas: priorizou-se a estética, ao invés da utilidade.

## Cultura moderna
Um filme de animação intitulado Brendan and the Secret of Kells, cujo tema central é o Livro de Kells, foi dirigido por Tomm Moore, baseado no roteiro do próprio Tomm Moore e Fabrice Ziolkowski. Esta co-produção entre República da Irlanda, Canadá e Bélgica foi lançada em 2008.

### Em francês
- Bernard Meehan, Le Livre de Kells, Thames & Hudson, 1995. ISBN 2878110900
- René Fédou, Lexique historique du Moyen Âge, Armand Collin, 1999. ISBN 220021622X
- Peter Harbinson, L'art médiéval en Irlande, Zodiaque, 1998. ISBN 2736902440
- Francoise Henry, L'art irlandais, vol. 2, Zodiaque, 1991. ISBN 2736900707

### Principais referências
- Livre de Kells, Faksimile Verlag Luzern, Lucerna, 1990. ISBN 3856720316
- Calkins, Robert G. Illuminated Books of the Middle Ages. Ithaca, New York: Cornell University Press, 1983. ISBN 0500233756
- Henderson, George.From Durrow to Kells : the Insular Gospel-books, 650-800. New York: Thames and Hudson, 1987. ISBN 0500234744
- Henry, Francoise. The Book of Kells. New York: Alfred A Knopf, 1974. ISBN 050023213X
- Sullivan, Edward (1952). The Book of Kells. London: Studio Publications. ISBN 1-85170-196-6

### Leituras adicionais
- Alexander, J. G. G. Insular Manuscripts: Sixth to Ninth Century. London: Harvey Miller, 1978
- Alton, E. H. and P. Meyer Enageliorum quattor Codex Cenannensi. 3 vols. Bern: Urs Graf Verlag, 1959-1951.
- Brown, T. J. "Northumbria and the Book of Kells". Anglo-Saxon England I (1972): 219-246.
- Friend, A. M., Jr. "The Canon Tables of the Book of Kells". In Mediæval Studies in Memory of A. Kingsley Porter, ed. W. R. K. Koehler. Vol. 2, pp. 611–641. Cambridge, Mass.: Harvard University Press, 1939.
- Hopkins-James, Lemur J. The Celtic Gospels, Their Story and Their Texts. London: Oxford University Press, 1934.
- Lewis, Susanne. "Sacred Calligraphy: The Chi Rho Page in the Book of Kells" Traditio 36 (1980): 139-159.
- McGurk, P. "Two Notes on the Book of Kells and Its Relation to Other Insular Gospel Books" Scriptorium 9 (1955): 105-107.
- Mussetter, Sally . "An Animal Miniature on the Monogram Page of the Book of Kells" Mediaevalia 3 (1977): 119-120.
- Nordenfalk, Carl "Another Look at the Book of Kells" In Festschrift Wolgang Braunfels, pp. 275–279. Tubingen: Wasmuth, 1977.
- Nordenfalk, Carl, Celtic and Anglo-Saxon Painting: Book Illumination in the British Isles 600-800. New York: George Braziller, 1977.
- Powell, Roger. "The Book of Kells, the Book of Durrow, Comments on the Vellum and the Make-up and Other Aspects" Scriptorum 10 (1956), 12-21.
- Sullivan, Sir Edward. "The Book of Kells". The Studio Ltd, 1920.
- Sweeney, James J. Irish Illuminated Manuscripts of the Early Christian Period. New York: New American Library, 1965.
- Walther, Ingo F. and Norbert Wolf. Codices Illustres: The world's most famous illuminated manuscripts, 400 to 1600. Köln, TASCHEN, 2005.
- Werner, Martin "The Madonna and Child Miniatures in the Book of Kells". Art Bulletin 54 (1972): 1-23, 129-139.